# 임성옥 자살기
"임성옥 자살기"(Let Me Die)는 한국에서 제작된 류훈 감독의 2005년 영화이다. 서영화 등이 주연으로 출연하였고 이승훈 등이 제작에 참여하였다.

## 출연

### 주연
- 서영화
- 구해룡

## 기타
- 조명: 박효훈
- 조명부: 이광희
- 조연출: 하인혜
- 녹음: 김민수
- 미술: 우승미